# Eppingen
Eppingen település Németországban, azon belül Baden-Württembergben. Lakosainak száma 22 252 fő (2023. december 31.). Eppingen Pfaffenhofen, Ittlingen, Kirchardt, Gemmingen, Schwaigern, Brackenheim, Güglingen és Zaberfeld községekkel határos.

## Városrészek
A következő településeket beolvasztattak Eppingenbe:
Adelshofen, Elsenz, Kleingartach, Mühlbach, Richen és Rohrbach.

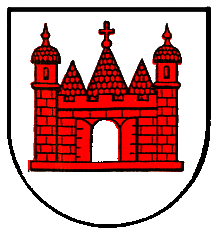
Adelshofen
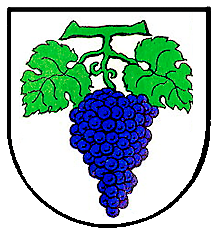
Elsenz
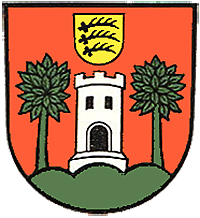
Kleingartach
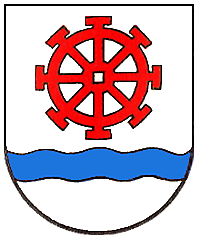
Mühlbach
Richen
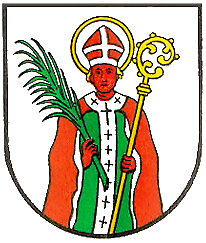
Rohrbach

## Népesség
A település népessége az elmúlt években az alábbi módon változott:
| Lakosok száma | 12 702 | 14 087 | 15 076 | 14 833 | 15 515 | 18 457 | 20 257 | 21 408 | 20 919 | 22 252 |
|               | 1961   | 1967   | 1974   | 1980   | 1987   | 1993   | 2000   | 2006   | 2013   | 2023   |

## Képgaléria

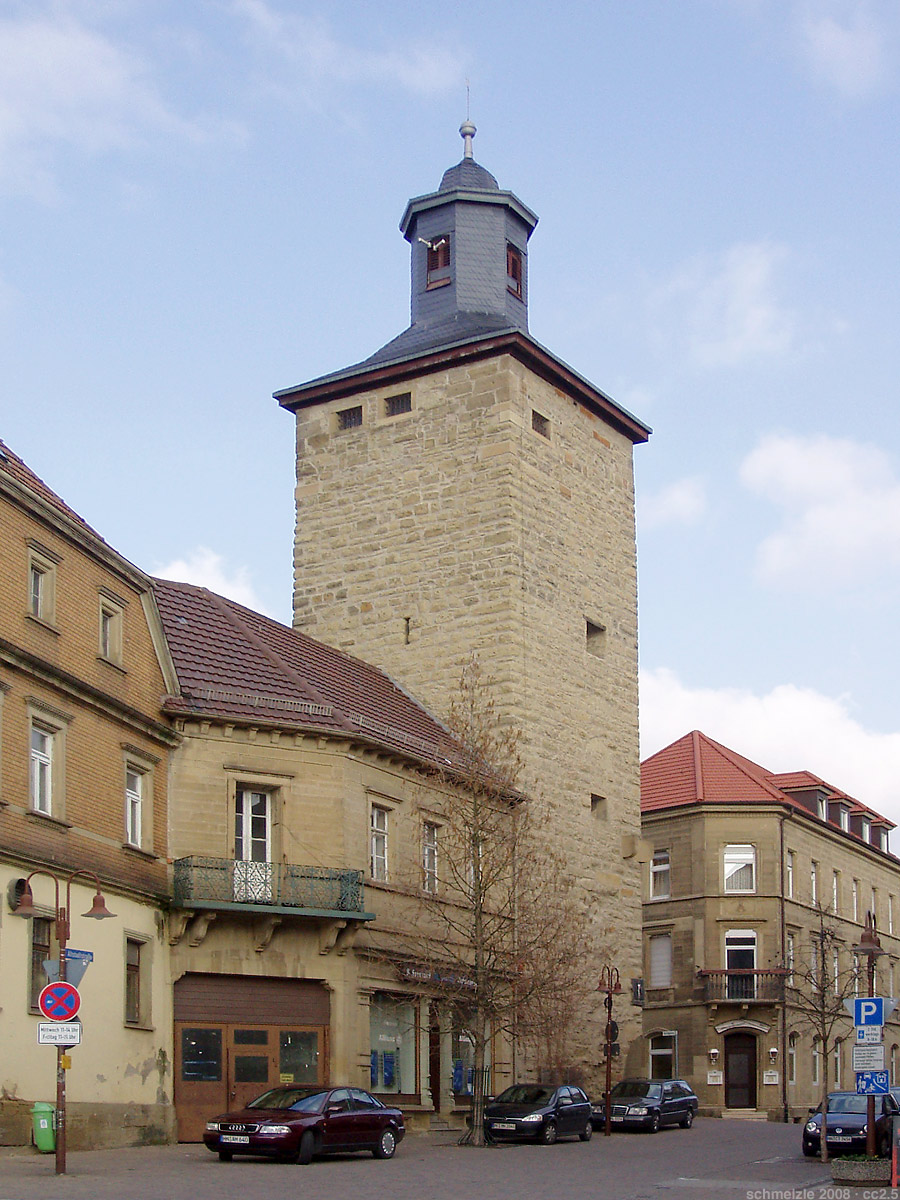
Eppingen
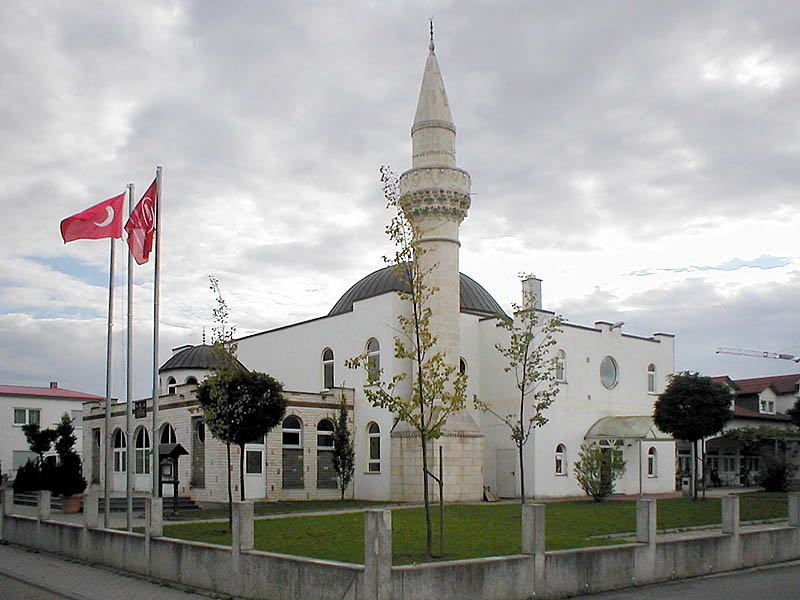
Mevlana Masjid mecset
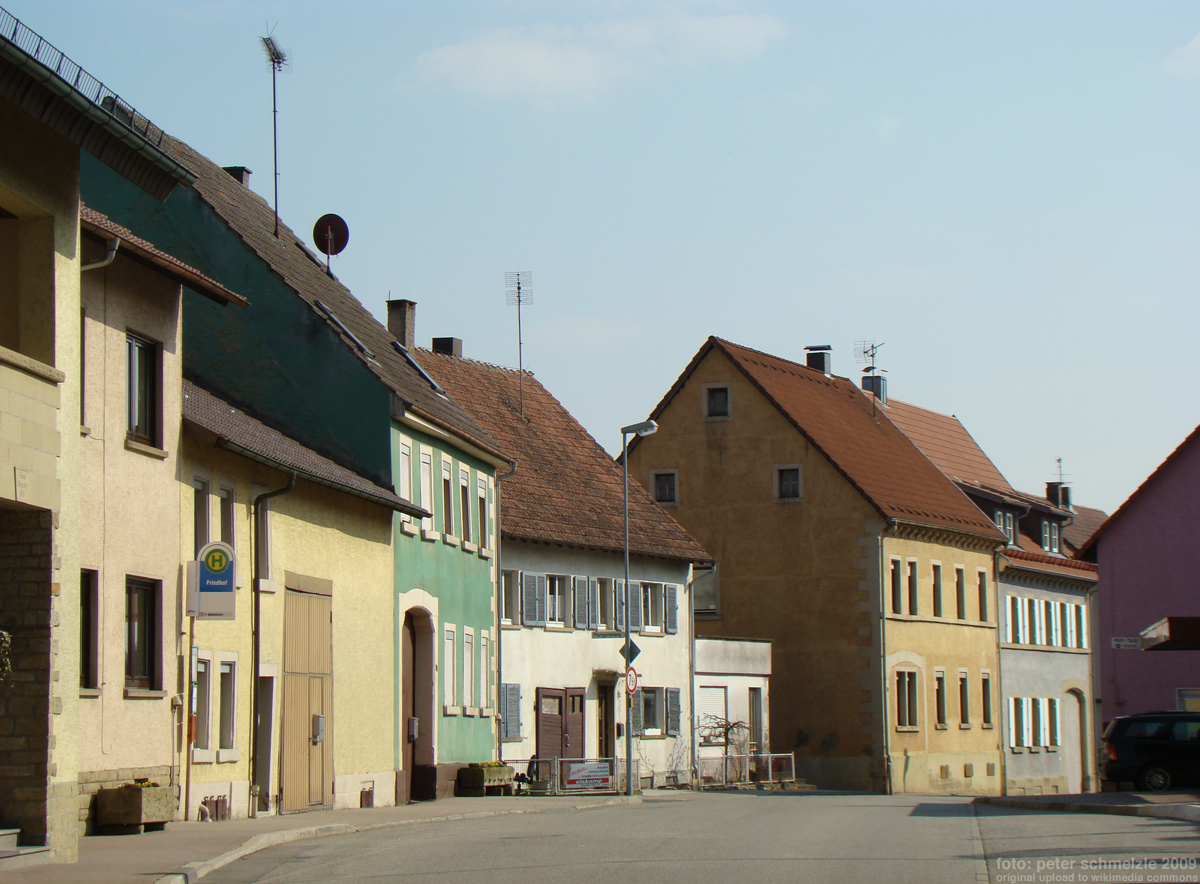
Adelshofen
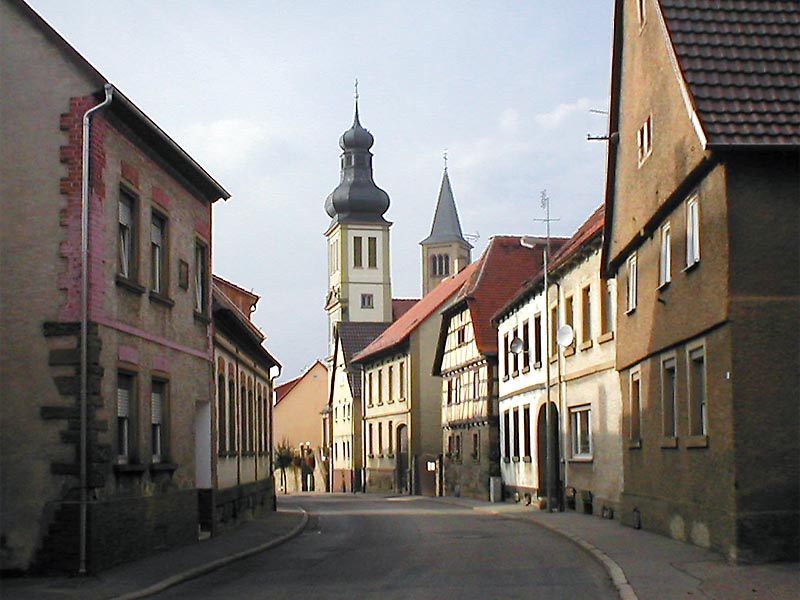
Elsenz
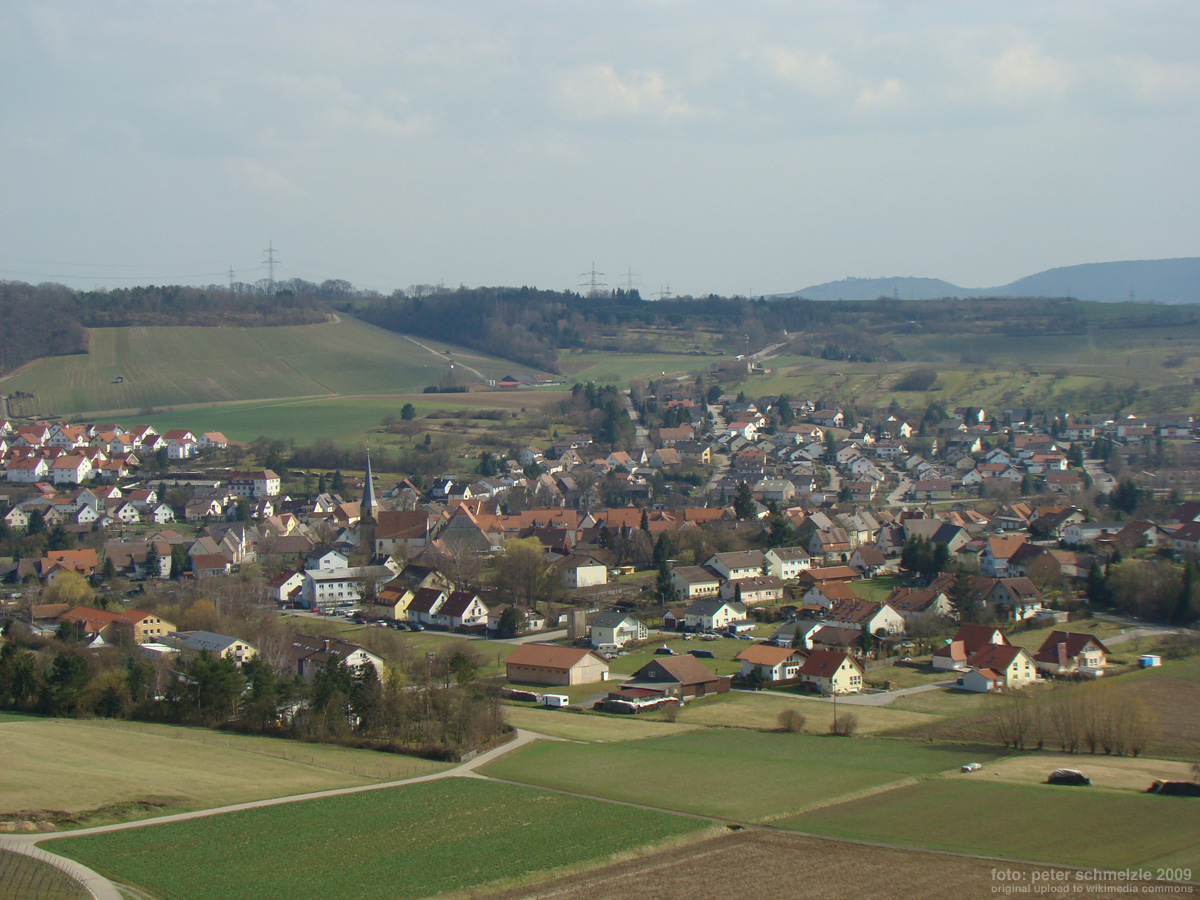
Kleingartach
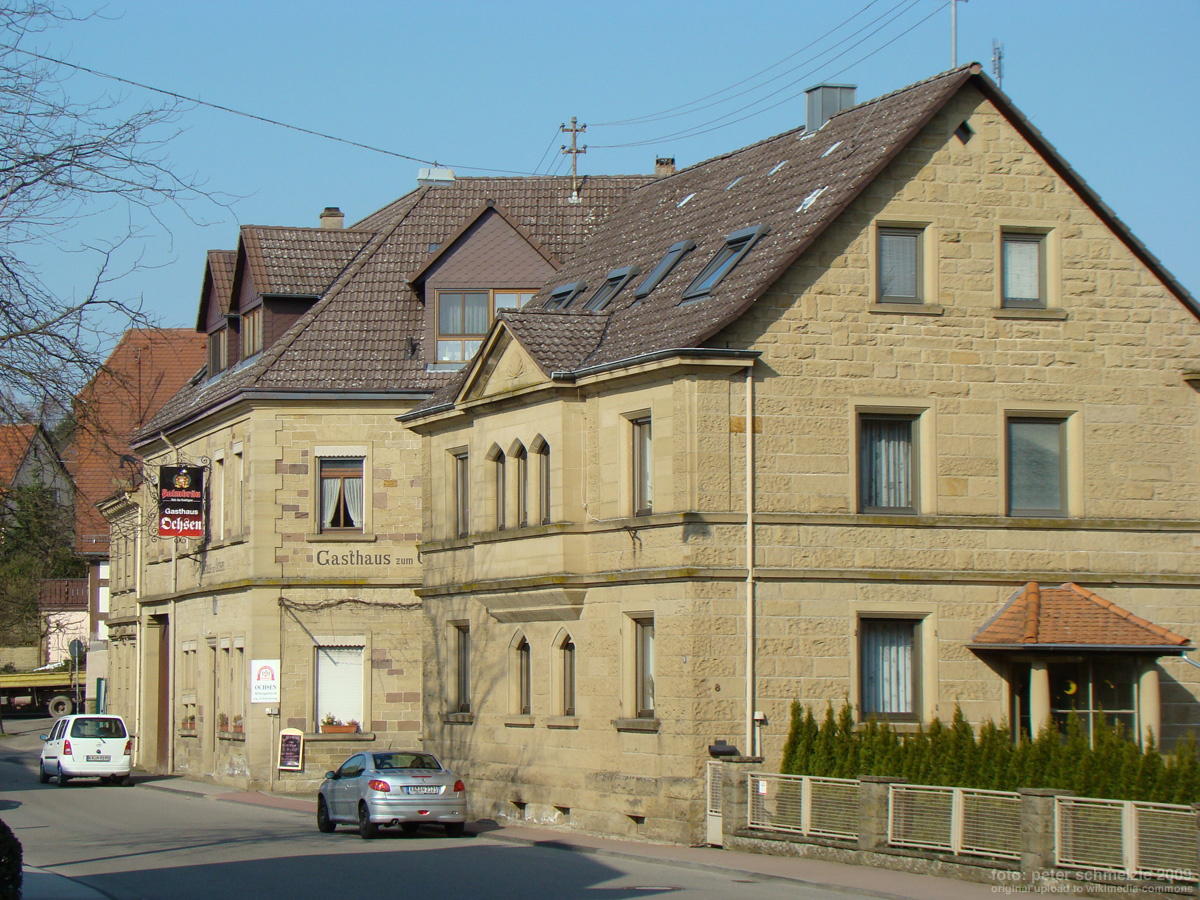
Mühlbach
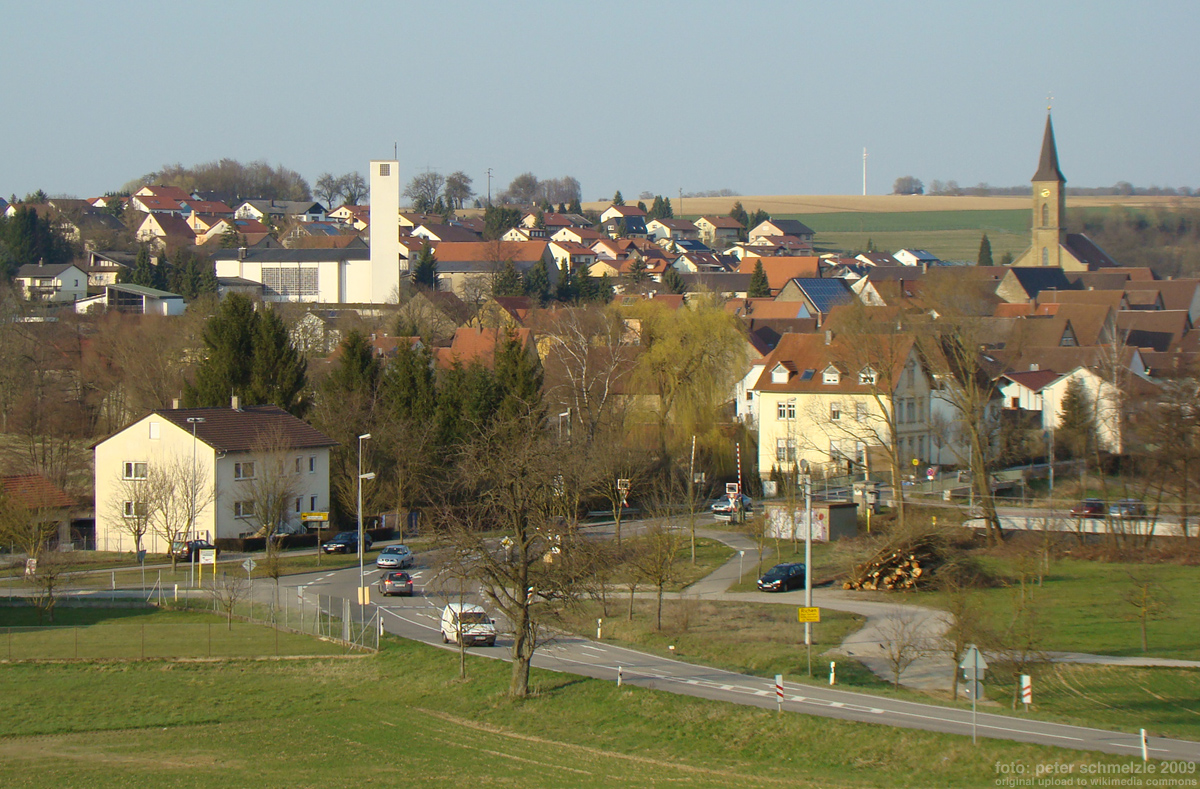
Richen
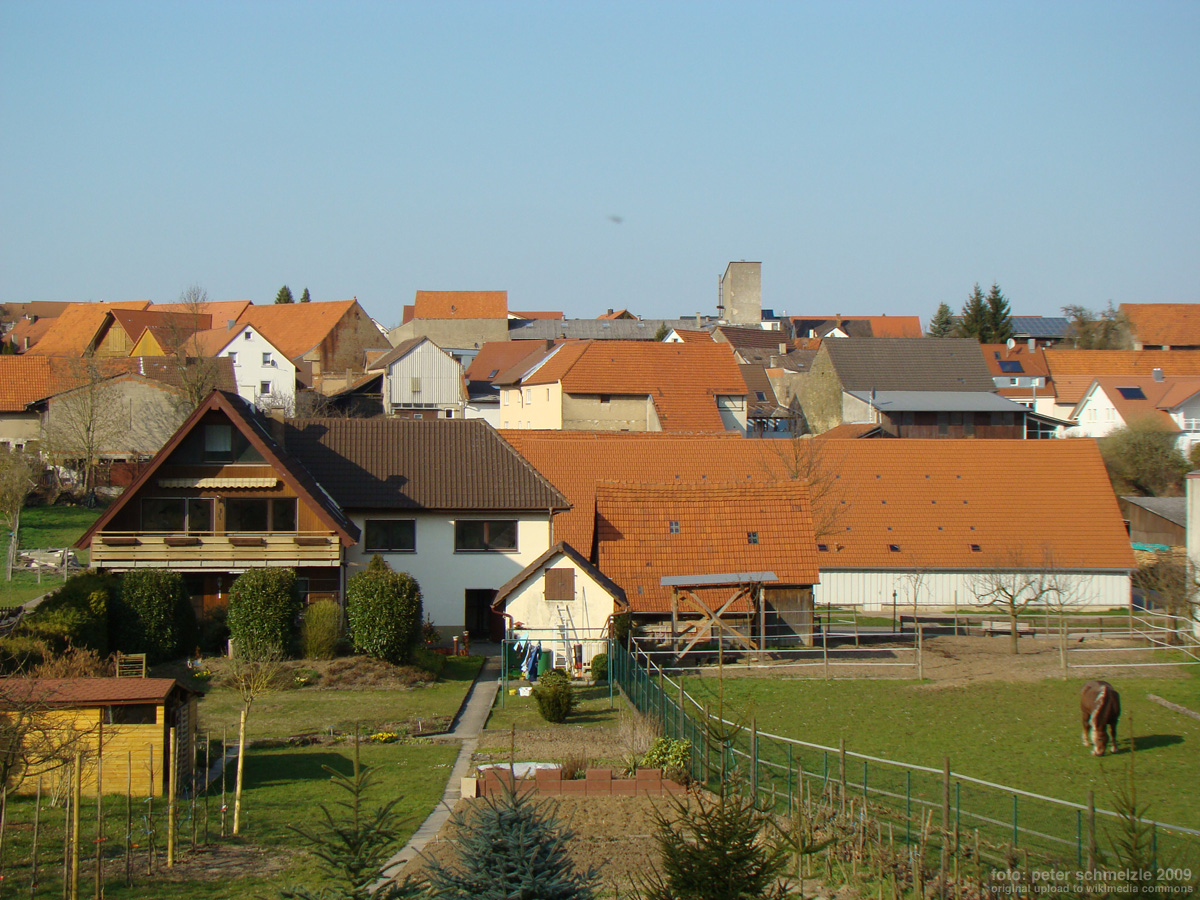
Rohrbach